# Sulfure (minéral)
Cet article concerne les minéraux. Pour les composés chimiques et l'ion correspondant, voir Sulfure.

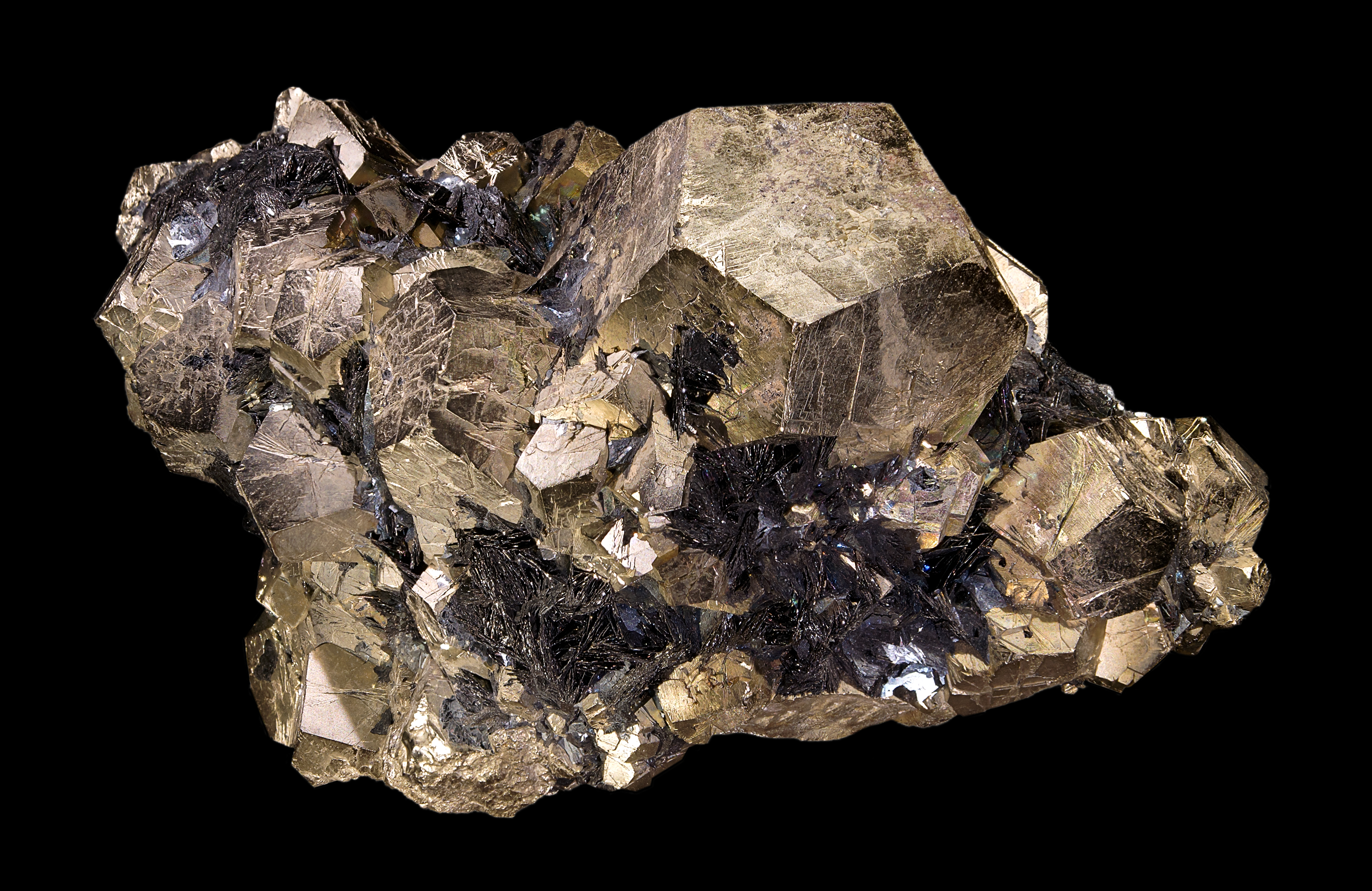
Pyrite – dodécaèdre Localité :Rio Marina, Île d'Elbe, Province de Livourne, Toscane, Italie Taille : 12 x 9.5 x 5.6 cm

On regroupe parmi les sulfures les minéraux ayant une formule de type général MmSp , où M est un métal (Ag, Cu, Pb, Zn, Fe, Ni, Hg, As, Sb, Mo, Hg, Tl, V). Les arséniures, les antimoniures, les tellurures sont souvent classés parmi les « sulfures » au sens large (sensu lato) en raison de leur similarité structurelle avec les sulfures.
Les minéraux sulfures sont caractérisés par la covalence de la liaison, leur opacité et leur éclat métallique : ces minéraux sont étudiés avec le microscope à réflexion. La plupart des sulfures sont semi-conducteurs et représentent la source principale de certains métaux (Pb, Zn...). Même si les sulfures sont beaucoup moins abondants que les silicates, leur comportement chimique et leurs structures sont très différents, ce qui explique pourquoi le nombre des minéraux sulfurés est très élevé par rapport à leur abondance.

## Genèse
Les sulfures peuvent avoir une genèse variable : magmatique, hydrothermale (la plus commune), pneumatolytique (moins commune). La genèse sédimentaire est plus difficile, car dans un environnement sédimentaire l’oxygène dissout est abondant et oxyde le sulfure en sulfate. Toutefois, elle est réalisée dans les environnements marins anoxiques et euxiniques (Pont Euxin, Mer Noire), caractérisés par une forte sédimentation de matière organique issue de la décomposition de résidus biologiques. La matière organique en s’oxydant consomment l'oxygène dissout dans l'eau et crée ainsi un environnement très réducteur où marcassite (FeS2), pyrite (FeS2), chalcopyrite (CuFeS2), et patronite (VS4) précipitent. Ces sulfures donnent une couleur gris-bleu aux argiles marines, qui en conditions aérobies sont rougeâtres en raison de la présence d'oxyhydroxides de fer(III), Fe(OH)3 ou FeO(OH).

## Principaux sulfures

### Sulfures d'antimoine
- Franckéite (Pb,Sn)6 Fe2+Sn 2Sb2S14
- Jamesonite Pb4FeSb6S14
- Semseyite Pb9Sb8S21
- Stibine Sb2S3
- Zinkénite Pb6Sb14S27

### Sulfures d'argent
- Acanthite et argentite Ag2S
- Proustite Ag3AsS3
- Pyrargyrite Ag3SbS3

### Sulfures d'arsenic
- Réalgar AsS
- Réalgar artificiel ou faux réalgar ou sulfure rouge ou disulfure de diarsenic As2S2
- Orpiment, orpin artificiel, faux orpiment, sulfure jaune (trisulfure de diarsenic ou sesquisulfure d'arsenic) As2S3

### Sulfures de bismuth
- Bismuthinite Bi2S3

### Sulfures de cuivre
- Chalcopyrite CuFeS2
- Bornite (érubescite) Cu5FeS4
- Énargite Cu3AsS4
- Freibergite (Ag,Cu,Fe)12(Sb,As)4S13
- Cubanite CuFe2S3
- Covellite CuS
- Chalcocite Cu2S
- Djurleite Cu31S16
- Sulvanite Cu3VS4
- Tennantite (Cu,Fe)12As4S13
- Tétraédrite (Cu,Fe)12Sb4S13

### Sulfures d'étain
- Stannite Cu2FeSnS4

### Sulfures de fer
- Pyrite et marcassite FeS2
- Pyrrhotite Fe1-xS
- Troïlite FeS
- Arsénopyrite FeAsS
- Greigite Fe3S4
- Berthiérite FeSb2S4

### Sulfures de mercure
- Cinabre et métacinabre HgS

### Sulfures de molybdène
- Molybdénite MoS2

### Sulfures de nickel
- Bravoïte (Fe,Ni)S2
- Carrollite Cu (Co,Ni)2S4
- Millérite NiS
- Pentlandite (Fe,Ni)9S8
- Polydymite Ni3S4
- Violarite FeNi2S4
- Vaesite NiS2

### Sulfures de plomb
- Galène PbS
- Dufrénoysite Pb2 As2 S25

### Sulfures de thallium
- Hutchinsonite (PbTl)2As5S9

### Sulfures de vanadium
- Patronite VS4

### Sulfures de zinc
- Sphalérite et wurtzite ZnS

## Principaux séléniures
- Ferrosélite FeSe2
- Klockmannite CuSe
- Tiemannite HgSe

## Principaux arséniures
- Nickéline NiAs
- Langisite (Co,Ni)As
- Sperrylite PtAs2
- Série de la skuttérudite (Co,Ni)As2-3
  - Smaltite (Co,Fe,Ni)As2
- Ruthénarsénite (Ru,Ni)As
- Chérépanovite RhAs

## Principaux antimoniures
- Breithauptite NiSb
- Dyscrasite Ag3Sb
- Sudburyite (Pd,Ni)Sb

## Principaux tellurures
- Calavérite AuTe2
- Coloradoïte HgTe
- Krennerite (Au,Ag)Te2
- Sylvanite (Au,Ag)Te2
- Tétradymite Bi2Te2S